# Damernas hopp i freestyle vid olympiska vinterspelen 2006
Damernas hopp i freestyle vid olympiska vinterspelen 2006 vid de olympiska vinterspelen 2006 avgjordes den 21-22 februari.

## Medaljörer
| Spel | Guld              | Silver        | Brons               |
| Hopp | Evelyne Leu (SUI) | Li Nina (CHN) | Alisa Camplin (AUS) |

## Resultat

### Kval
| Placering | Namn               | Land       | Hopp 1 | Hopp 2 | Totalt | Noteringar |
| --------- | ------------------ | ---------- | ------ | ------ | ------ | ---------- |
| 1         | Jacqui Cooper      | Australien | 113,80 | 99,56  | 213,36 | Q          |
| 2         | Guo Xinxin         | Kina       | 105,45 | 9,42   | 204,87 | Q          |
| 3         | Li Nina            | Kina       | 98,87  | 90,06  | 188,93 | Q          |
| 4         | Evelyne Leu        | Schweiz    | 83,60  | 96,77  | 180,37 | Q          |
| 5         | Veronika Bauer     | Kanada     | 94,29  | 82,37  | 176,66 | Q          |
| 6         | Anna Zukal         | Ryssland   | 88,35  | 83,89  | 172,24 | Q          |
| 7         | Xu Nannan          | Kina       | 80,72  | 91,29  | 172,01 | Q          |
| 8         | Alla Tsuper        | Belarus    | 88,83  | 80,16  | 168,99 | Q          |
| 9         | Manuela Mueller    | Schweiz    | 95,88  | 72,43  | 168,31 | Q          |
| 10        | Alisa Camplin      | Australien | 69,97  | 95,35  | 165,32 | Q          |
| 11        | Oly Slivets        | Belarus    | 88,72  | 74,48  | 163,20 | Q          |
| 12        | Wang Jiao          | Kina       | 71,55  | 88,67  | 160,22 | Q          |
| 13        | Olha Volkova       | Ukraina    | 86,01  | 74,02  | 160,03 |            |
| 14        | Lydia Ierodiaconou | Australien | 101,52 | 53,93  | 155,45 |            |
| 15        | Amber Peterson     | Kanada     | 80,64  | 72,43  | 153,07 |            |
| 16        | Jana Lindsey       | USA        | 79,38  | 70,85  | 150,23 |            |
| 17        | Olga Koroleva      | Ryssland   | 76,75  | 71,75  | 148,40 |            |
| 18        | Tatiana Kozachenko | Ukraina    | 69,44  | 78,07  | 147,51 |            |
| 19        | Emily Cook         | USA        | 60,32  | 84,10  | 144,42 |            |
| 20        | Nadiya Didenko     | Ukraina    | 80,16  | 56,75  | 136,91 |            |
| 21        | Kayo Henmi         | Japan      | 57,48  | 71,92  | 129,40 |            |
| 22        | Deidra Dionne      | Kanada     | 69,79  | 58,51  | 128,30 |            |
| 23        | Elizabeth Gardner  | Australien | 65,56  | 61,86  | 127,42 |            |

### Final
| Placering | Idrottare             | Hopp 1 | Hopp 2 | Totalt |
| --------- | --------------------- | ------ | ------ | ------ |
|           | Evelyne Leu (SUI)     | 94,62  | 107,93 | 202,55 |
|           | Li Nina (CHN)         | 100,81 | 96,58  | 197,39 |
|           | Alisa Camplin (AUS)   | 94,99  | 96,40  | 191,39 |
| 4         | Xu Nannan (CHN)       | 98,70  | 92,53  | 191,23 |
| 5         | Oly Slivets (BLR)     | 87,50  | 90,25  | 177,75 |
| 6         | Guo Xinxin (CHN)      | 103,17 | 71,68  | 174,85 |
| 7         | Manuela Mueller (SUI) | 73,49  | 85,65  | 159,14 |
| 8         | Jacqui Cooper (AUS)   | 78,97  | 73,72  | 152,69 |
| 9         | Anna Zukal (RUS)      | 81,90  | 70,14  | 152,04 |
| 10        | Alla Tsuper (BLR)     | 53,58  | 84,26  | 137,84 |
| 11        | Wang Jiao (CHN)       | 61,51  | 71,02  | 132,53 |
| 12        | Veronika Bauer (CAN)  | 67,32  | 58,33  | 125,65 |